# Florian Huber (Archäologe)
Florian Huber (* 1975 in München) ist ein deutscher Unterwasserarchäologe, Forschungstaucher und Sachbuchautor. Die Süddeutsche Zeitung bezeichnete ihn als „Indiana Jones mit Flossen“.

## Leben und Werdegang
Huber wuchs in Lenggries auf. Nach dem Studium der Ur- und Frühgeschichte, Anthropologie und Skandinavistik in München, Umeå und Kiel spezialisierte er sich auf Unterwasserarchäologie und Forschungstauchen. Er promovierte an der Universität Kiel, wo er mehrere Jahre als wissenschaftlicher Mitarbeiter tätig war und die Arbeitsgruppe für maritime und limnische Archäologie leitete.
2013 gründete Huber gemeinsam mit Kollegen das Forschungstauchunternehmen SUBMARIS, das internationale Expeditionen organisiert. Ausgrabungen, Forschungsreisen und Tauchprojekte führten ihn unter anderem nach Schweden, Island, Grönland, Tasmanien, Französisch-Polynesien, Mikronesien (Truk Lagoon und Palau), Mexiko, Bahamas, Belize, Saudi-Arabien, Ghana, Sudan, Ruanda, Malediven, Mauritius, Griechenland, Madeira und Korsika.

## Wissenschaftliche Arbeit
Huber ist bekannt für die Dokumentation von Schiffswracks und gefluteten Höhlensystemen auf der Halbinsel Yucatán. Neben seiner wissenschaftlichen Tätigkeit engagiert er sich für den Schutz der Meere und die Bewahrung des maritimen Kulturerbes. 

## Publikationen
- Enigma – Geheimnisvolle Funde aus der Ostsee
- Zeitreisen unter Wasser – Spektakuläre Entdeckungen zwischen Ostsee und Bodensee
- Kein Engländer soll das Boot betreten! Die letzte Fahrt von UC 71
- Expedition ins Unbekannte: Spektakuläre Schiffswracks der Tiefsee[4]

## Auszeichnungen
Für seine Beiträge zur Wissenschaftsvermittlung und zum Schutz des Unterwasser-Kulturerbes wurde Huber mehrfach ausgezeichnet, darunter:  
- Dive Award 2022 (Kategorie: Personality)[5]
- 2013 „Goldener Delphin“ (Beste Dokumentation) sowie „Schwarzer Delphin“ (Bester Einsatz von 3D-Technik) bei den Cannes Corporate Media & TV Awards für die Dokumentation Verborgene Welten 3D – Die Höhlen der Toten
- 2017 Deutscher CineMare Meeresfilmpreis für die NDR-Dokumentation Bei Auftrag Abenteuer: Mit Forschungstauchern unterwegs